# Cò bợ Mã Lai

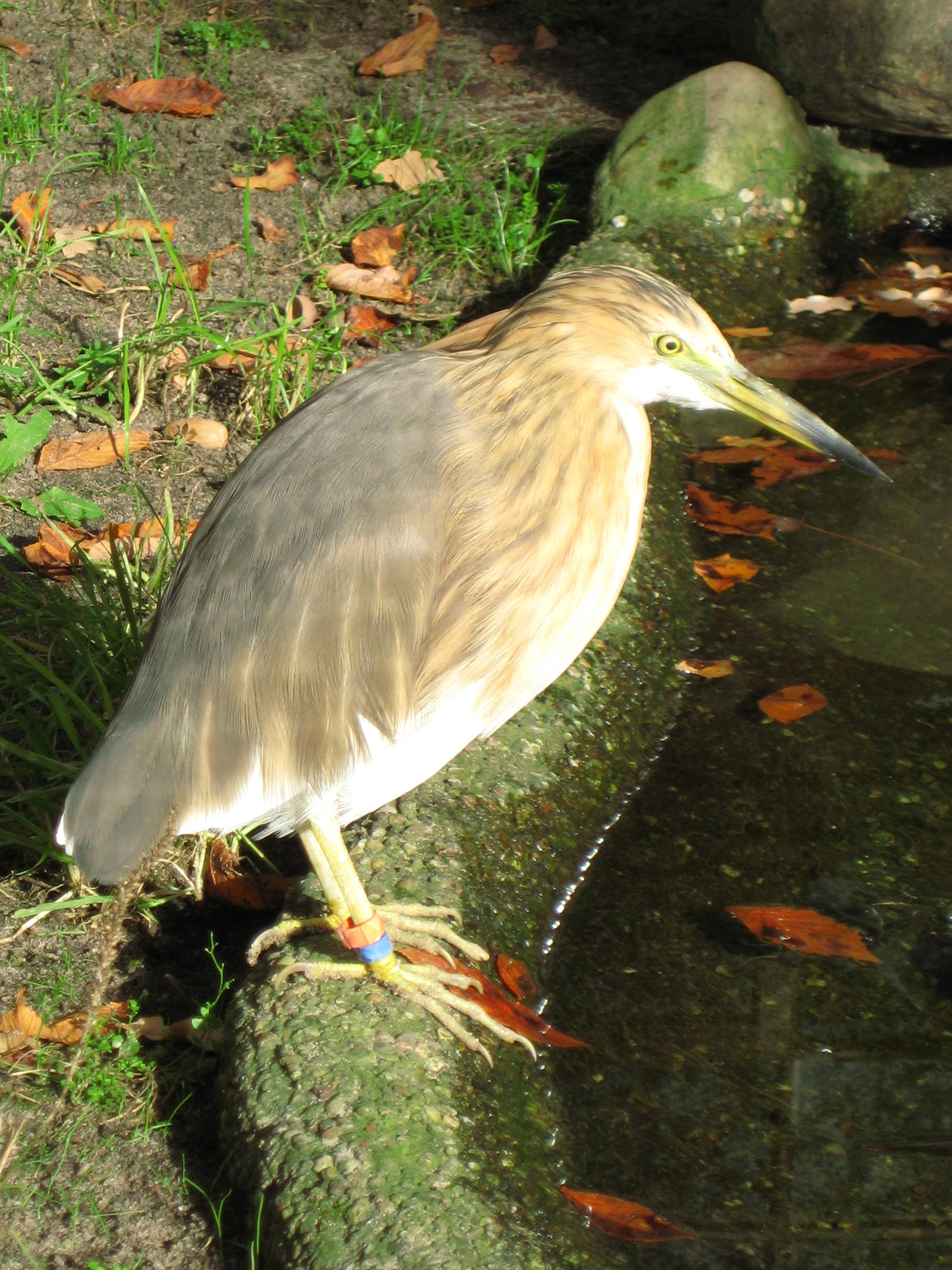
Bộ lông ngoài mùa sinh sản

Cò bợ Mã Lai (danh pháp hai phần: Ardeola speciosa là một loài chim thuộc họ Diệc. Cò bờ Mã Lai phân bố ở các vùng đất ngập nước nước ngọt và mặn nông Đông Nam Á. Loài chim này ăn côn trùng, cá và cua. Nó thường có thân dài 45 cm với cánh trắng và mỏ vàng với đầu mỏ đen, mắt và chân vàng. Màu sắc tổng thể của nó là cam, đen than và trắng trong mùa sinh sản, và nâu và đốm màu trắng ngoài mùa sinh sản. Bộ lông ngoài mùa sinh sản tương tự như bộ lông của cò bợ và cò bợ Ấn Độ và hầu như không thể phân biệt ở hiện trường. Nó sinh sản từ tháng sáu-tháng chín. Đây là loài chim di cư.